# Linjedetektor
En linjedetektor är en teknisk anordning som används för att se om en förbindelse eller sträcka är bruten eller inte.
Exempel på linjedetektorer:
- Optisk rökdetektor i öppna ytor, till exempel kyrkor, ljusgårdar. Rökutveckling bryter en laserstråle som aktiverar brandlarm.
- Optisk besöksräknare vid entrén till butiker m.m. Kan kopplas till en dörrklocka för att påkalla personalens uppmärksamhet.
- Elektronik som indikerar om en telefonlinje är upptagen eller inte. Finns inbyggt i en del modem för uppringda teleförbindelser, för att undvika att man försöker ringa när linjen är upptagen. Denna elektronik kallas också Telefonlinjeindikator.
- Elektronik som indikerar om ett tåg finns på en viss sträcka. I Sverige används en svag spänning mellan de båda rälerna. När ett tåg finns på sträckan kortsluts rälerna och det är denna kortslutning som indikeras.